# Fülzúgás
A fülzúgás, más néven fülcsengés vagy latin nevén tinnitus, hanginger hiányában fellépő hangérzet. Azaz a fülzúgás egy olyan hangérzet, amelyet az illető annak ellenére észlel, hogy közben külső hanginger nem hat rá. Az érintett időnként vagy tartósan különféle hangokat hall a fülében, ill. a fejében. Ez a hanghatás lehet például morajlás, kattogás, sistergés, sípolás, dübörgés, suhogás. Egyesek olyan zajhoz hasonlítják, mint a magasfeszültségű vezeték zúgása, vízcsobogás, repülőgépzaj, motorhang. Egyidejűleg többféle hang is felléphet. A fülzúgás jelentkezhet csak az egyik fülben is és mindkettőben. Lehet állandó vagy vissza-visszatérő jelenség. A hallott zaj erőssége is nagyon egyéni. Legtöbbször csendes környezetben a legkellemetlenebb. Tartós fennállása esetén gátolhatja az elalvást, a koncentrálóképességet, egyre jobban zavarhatja a mindennapi életet.

## Típusai
A fülzúgás nem különálló betegség, hanem tünet, amelynek két formáját különböztetjük meg. Objektív fülzúgásról beszélünk, ha a hang külső szemlélő számára is érzékelhető sztetoszkóppal. A szubjektív fülzúgás – ez a gyakoribb – mások számára nem érzékelhető, fizikai eszközökkel nem mérhető. A fülzúgás klinikailag két formában jelenhet meg: fülzúgás halláscsökkenéssel és halláscsökkenés nélkül.

## Okai
Halláscsökkenéssel járó fülzúgást okozhat a hallójárat elzáródása, amely leggyakrabban fülzsír következtében lép fel, de a külső hallójárat gyulladása, idegen test bekerülése szintén fülzúgással jár. A középfül (dobhártya mögötti terület) betegségei, így a középfülgyulladások, a dobhártyán keletkezett lyuk, fülkürthurut, folyadék a fülben, akut és krónikus középfülgyulladások legtöbbször fülzúgással járnak. A halláscsökkenés nélküli fülzúgás legtöbbször nem fül eredetű betegség következménye. Ilyen például az állkapocs ízületi betegség, a nyaki gerincoszlop, a vállizmok betegsége, kinőni nem tudó bölcsességfog, migrén, vérszegénység, érelmeszesedés, a fő ütőér szűkülete vagy daganata, nagyobb ér kitágulása, cukorbetegség, anyagcsere-betegségek, fertőző betegségek, különböző keringési zavarok, élvezeti szerek használata.

## Tünetek
A hang a „semmiből” jön, nincs ismerős hangforrás, így nem is lehet kikapcsolni. Kialakul egy félelem, hogy valami történt az agyban, valami ismeretlen, érthetetlen dolog történik. A beteg tehetetlennek, kiszolgáltatottnak érzi magát, pánikba esik, szorong, alvászavar alakulhat ki, koncentrációs képessége csökken. Sokuknak az a benyomása, hogy egyedül kell az ár ellen úsznia. Ez a fokozott stresszállapot erősíti a fülzúgást, kialakul az „ördögi kör”. A beteg egyszer csak észleli a hangot, és ez egy kellemetlen érzelmi reakciót vált ki. Egyre gyakrabban irányul figyelme a nem kívánt hangra, egyre jobban zavarja, egyre inkább megterheli testileg-lelkileg, depresszióssá válik. Ennek eredménye az, hogy akarata ellenére fokozódik a fülzúgása.
Egy 10 éves kutatómunka során német szakorvosok rájöttek, hogy mi áll a szubjektív fülzúgás, azaz a tinnitus hátterében: a külső hangok egy részének a fültől a hallókéregig történő átvitele megszakad. Az állandó hang kialakulásának oka tehát nem a fülben, hanem az agyban keresendő. A hallókéregben az érintett idegsejtek erre az átviteli zavarra úgy reagálnak, hogy spontán aktivizálódnak, egymásra hangolódnak, működésük szinkronizálódik, és együttesen egy új hangot hoznak létre. Minél fejlettebb az idegsejthálózat, annál erőteljesebb lesz az idegsejtjei kóros szinkron aktivitása, és végül az agy megtanulja, rögzíti ezt a fantomzajt, így a fülzúgás tartóssá válik.[forrás?]

## Kezelése
Mivel a fülzúgás egy tünet, a kiváltó okokat kell megszüntetni. A házi praktikák helyett érdemes fül-orr-gégész szakemberre bízni a kiváltó okok felderítését, illetve a kezelési mód megválasztását.
A fülzsír okozta tinnitus kezelése a legegyszerűbb; a fül kitisztításával rendszerint a probléma is megszűnik.
Ha gyógyszer okozza a tüneteket (pl. antibiotikum), a gyógyszer elhagyására van szükség. De ha fertőzés okozta a fülzúgást, akkor ellenkezőleg, antibiotikumra lehet szükség.
Rövidebb ideje fennálló fülzúgás hátterében különböző okokból kialakult vérellátási zavar állhat, ezért ez esetben keringésjavító alkalmazására lehet szükség, illetve az első pár napban szteroid-tartalmú készítmény is javulást hozhat.